# Albac
Albac é uma comuna romena localizada no distrito de Alba, na região histórica da Transilvânia. A comuna possui uma área de 23.89 km² e sua população era de 2.185 habitantes segundo o censo de 2007.